# NGC 5323
NGC 5323 (другие обозначения — UGC 8719, MCG 13-10-12, ZWG 353.25, IRAS13451+7704, PGC 48785) — галактика в созвездии Малая Медведица.
Этот объект входит в число перечисленных в оригинальной редакции «Нового общего каталога».